# 莲塘镇 (贺州市)
莲塘镇，是中华人民共和国广西壮族自治区贺州市八步区下辖的一个乡镇级行政单位。

## 行政区划
莲塘镇下辖以下地区：
莲塘村、桂水村、新燕村、美仪村、东鹿村、古柏村、螺桥村、永庆村、炭冲村、长湾村、新莲村、仁冲村、厚田村、冲坪村、白花村、广福村、上寺村、文坡村和龙雅村。

## 中国传统村落
2013年8月，仁化村被评为第二批中国传统村落。